# USS Major (DE-796)
USS Major (DE-796) là một tàu hộ tống khu trục lớp Buckley được Hải quân Hoa Kỳ chế tạo trong Chiến tranh Thế giới thứ hai. Tên nó được đặt theo Thiếu úy Hải quân Charles Nance Major (1915-1942), người từng phục vụ hộ tống vũ trang các đoàn tàu vận tải tại Đại Tây Dương và đã tử trận vào ngày 26 tháng 2, 1942 khi tàu chở dầu SS R. P. Resor đắm do trúng ngư lôi ngoài khơi Manasquan, New Jersey. Nó đã phục vụ cho đến khi chiến tranh kết thúc, xuất biên chế năm 1948 và bị tháo dỡ năm 1973.

## Thiết kế và chế tạo
Những chiếc thuộc lớp tàu hộ tống khu trục Buckley có chiều dài chung 306 ft (93 m), mạn tàu rộng 37 ft 1 in (11,30 m) và độ sâu mớn nước khi đầy tải là 11 ft 3 in (3,43 m). Chúng có trọng lượng choán nước tiêu chuẩn 1.400 tấn Anh (1.400 t); và lên đến 1.740 tấn Anh (1.770 t) khi đầy tải. Hệ thống động lực bao gồm hai turbine hơi nước General Electric công suất 13.500 mã lực (10.100 kW), dẫn động hai máy phát điện công suất 9.200 kilôwatt (12.300 hp) để vận hành hai trục chân vịt;  công suất 12.000 hp (8.900 kW) cho phép đạt được tốc độ tối đa 23 kn (26 mph; 43 km/h), và có dự trữ hành trình 6.000 nmi (6.900 mi; 11.000 km) khi di chuyển ở vận tốc đường trường 12 kn (14 mph; 22 km/h).
Vũ khí trang bị bao gồm ba pháo 3 in (76 mm)/50 cal trên tháp pháo nòng đơn có thể đối hạm hoặc phòng không, một khẩu đội 1,1 inch/75 caliber bốn nòng và tám pháo phòng không Oerlikon 20 mm. Vũ khí chống ngầm bao gồm một dàn súng cối chống tàu ngầm Hedgehog Mk. 10 (có 24 nòng và mang theo 144 quả đạn); hai đường ray Mk. 9 và tám máy phóng K3 Mk. 6 để thả mìn sâu. Khác biệt đáng kể so với lớp Evarts dẫn trước là chúng có thêm ba ống phóng ngư lôi Mark 15 21 inch (533 mm). Thủy thủ đoàn đầy đủ bao gồm 186 sĩ quan và thủy thủ.
Major được đặt lườn tại xưởng tàu của hãng Consolidated Steel Corp., Ltd. tại Orange, Texas vào ngày 16 tháng 8, 1943. Nó được hạ thủy vào ngày 23 tháng 10, 1943; được đỡ đầu bởi Thiếu úy Margaret Roper Major, vợ góa Thiếu úy Major, và nhập biên chế vào ngày 12 tháng 2, 1944 dưới quyền chỉ huy của Hạm trưởng, Thiếu tá Hải quân Oscar William Goepner.

## Lịch sử hoạt động

### Mặt trận Đại Tây Dương
Sau khi hoàn tất việc chạy thử máy huấn luyện tại khu vực Bermuda và sửa chữa sau chạy thử máy, phục vụ cùng Bộ tư lệnh Tiền phương biển Caribe để hộ tống các đoàn tàu vận tải đi Cuba và Trinidad cho đến khi nó quay trở lại Boston, Massachusetts vào ngày 11 tháng 6, 1944. Nó thực hành huấn luyện cùng Đội hộ tống 56 ngoài khơi Casco Bay, Maine, cho đến khi đi đến Yorktown, Virginia vào ngày 2 tháng 7 để làm nhiệm vụ hộ tống vận tải. Nó lên đường trong thành phần Lực lượng Đặc nhiệm 61 vào ngày 4 tháng 7 để hộ tống cho Đoàn tàu UGS-47, bao gồm 68 chiếc, vượt Đại Tây Dương đi sang Bizerte, Tunisia, đến nơi vào ngày 23 tháng 7. Từ ngày 30 tháng 7 đến ngày 18 tháng 8, nó hộ tống cho đoàn tàu quay trở về Hoa Kỳ.
Lại khởi hành cùng Lực lượng Đặc nhiệm 61 vào ngày 12 tháng 9 để hộ tống cho Đoàn tàu UGS-54 vượt Đại Tây Dương, Major tách khỏi đoàn tàu vào ngày 25 tháng 9 để hướng đến Anh Quốc, đi đến Plymouth vào ngày 29 tháng 9. Tại đây nó gia nhập một đoàn bao gồm 18 chiếc LST và 20 chiếc LCI, và hộ tống chúng trong hành trình quay trở về Charleston, South Carolina từ ngày 5 đến ngày 24 tháng 10. Trong hai tháng tiếp theo, nó còn hoàn tất một chuyến đi hộ tống vận tải khứ hồi sang Bắc Phi. Sau khi về đến Boston vào ngày 29 tháng 12, nó hoạt động như tàu huấn luyện tàu ngầm ngoài khơi New London, Connecticut. Sau đó nó khởi hành vào ngày 21 tháng 2, 1945 để đi sang khu vực Mặt trận Thái Bình Dương.

### Mặt trận Thái Bình Dương
Đi đến đảo Manus thuộc quần đảo Admiralty vào ngày 1 tháng 4, Major hộ tống một đoàn tàu vận tải đi từ Hollandia, New Guinea đến vịnh Leyte, Philippines, nơi nó phục vụ cùng Bộ tư lệnh Tiền phương biển Philippine. Trong giai đoạn cho đến khi chiến tranh kết thúc, nó hoạt động tuần tra chống tàu ngầm, vận chuyển hành khách và thư tín đến các đảo phía Nam Philippines, và đôi lúc hộ tống các đoàn tàu vận tải, bao gồm một chuyến khứ hồi đến New Guinea. Vào cuối tháng 7, nó hộ tống một đoàn tàu đổ bộ LST đi sang Okinawa, rồi lên đường vào ngày 1 tháng 8 đưa những chiếc LST quay trở lại Leyte. Khi tàu chị em Earl V. Johnson (DE-702) đụng độ với một tàu ngầm Nhật Bản ba ngày sau đó, nó tiếp tục bảo vệ những tàu LST, về đến vịnh Leyte vào ngày 7 tháng 8.
Sau khi Nhật Bản chấp nhận đầu hàng vào ngày 15 tháng 8 giúp kết thúc cuộc xung đột, Major đi đến Manila vào ngày 18 tháng 8 để hộ tống một đoàn tàu đổ bộ LST hướng sang Nhật Bản. Nó thả neo bên cạnh Missouri (BB-63) trong vịnh Tokyo vào ngày 1 tháng 9, nên đã chứng kiến buổi lễ ký kết chính thức văn kiện Nhật Bản đầu hàng trên chiếc thiết giáp hạm vào ngày hôm sau. Nó lên đường quay trở lại Philippines vào cuối tháng 9.
Sau khi quay trở về Hoa Kỳ vào cuối năm 1945 và ở lại vùng bờ Tây, Major được cho xuất biên chế tại Long Beach, California vào ngày 13 tháng 3, 1948, và đưa về Hạm đội Dự bị Thái Bình Dương tại Stockton, California. Con tàu được rút tên khỏi danh sách Đăng bạ Hải quân vào ngày 1 tháng 12, 1972, và cuối cùng bị bán để tháo dỡ vào ngày 27 tháng 11, 1973.

## Phần thưởng[7]
|  |  |  |
|  |  |  |

| Huân chương Chiến dịch Hoa Kỳ                      | Huân chương Chiến dịch Hoa Kỳ        | Huân chương Chiến dịch Châu Á-Thái Bình Dương | Huân chương Chiến dịch Châu Á-Thái Bình Dương  |
| Huân chương Chiến dịch Châu Âu-Châu Phi-Trung Đông | Huân chương Chiến thắng Thế Chiến II | Huân chương Chiến thắng Thế Chiến II          | Huân chương Giải phóng Philippine (Philippine) |